# Toffa Football Club
O Toffa Football Club é um clube de futebol do Benim com sede em Porto Novo, a capital do país. Só possui registros conhecidos no campeonato nacional nos anos de 1995 e 1996, onde foi campeão e competiu (jogou no grupo A, se classificou ao playoff, mas foi desqualificado).

## Títulos
- Ligue 1: 1995

## Retrospecto em competições continentais
| Temporada | Competição                 | Fase       | Oponente        | Resultados |
| --------- | -------------------------- | ---------- | --------------- | ---------- |
| 1996      | Copa Africana dos Campeões | Preliminar | Mighty Barrolle | 0–0, w.o.  |

Nota: O Toffa abandonou o torneio.